# Капістрелло
Капістрелло (італ. Capistrello) — муніципалітет в Італії, у регіоні Абруццо, провінція Л'Аквіла.
Капістрелло розташоване на відстані близько 80 км на схід від Рима, 45 км на південь від Л'Акуїли.
Населення — 5284 особи (2014).
Щорічний фестиваль відбувається 13 червня. Покровитель — Sant'Antonio di Padova.

## Демографія
Населення за роками:

Станом на 1 січня 2023 року в муніципалітеті офіційно проживали 234 іноземці з 32 країн, серед них 63 громадяни країн Євросоюзу та 23 громадяни України.

## Сусідні муніципалітети
- Авеццано
- Каністро
- Кастеллафьюме
- Філеттіно
- Луко-дей-Марсі
- Скуркола-Марсікана
- Тальякоццо